# 絲鰭鯧
絲鰭鯧為輻鰭魚綱鱸形目刺尾魚亞目白鯧科的其中一種，分布於西太平洋區的巴布亞紐幾內亞及澳洲北部海域，本魚身體呈菱形而側扁，嘴小而下位，第二背鰭棘、第四個胸鰭鰭條與第一個腹鰭鰭條非常長且延長至到尾柄，頭部裸露，背鰭硬棘8枚，背鰭軟條19-20枚，臀鰭硬棘3枚，臀鰭軟條16-17枚，體長可達15公分，棲息在沿海底層海域，以藻類及有機物為食。